# Rhytidoponera wilsoni
Rhytidoponera wilsoni é uma espécie de formiga do gênero Rhytidoponera.